# Govone
Govone (Govon en piemontès) és un municipi italià de la província de Cuneo a la regió del Piemont, situada uns 45 quilòmetres al sud-est de Torí i uns 60 km al nord-est de Cuneo. Situat no gaire lluny del cor de les Langhe, és un centre relativament petit de la provincia Granda, situat aproximadament a mig camí entre la ciutat d'Alba i la capital de la província veïna d'Asti.
El 31 de desembre de 2004 tenia 1.991 habitantes i un territori de 18,8 km².
Govone limita amb els següents municipis: Castagnole delle Lanze, Costigliole d'Asti, Magliano Alfieri, Priocca, San Damiano d'Asti i San Martino Alfieri.